# Tamási
Tamási est une ville et une commune du comitat de Tolna en Hongrie.

## Jumelages
La ville de Tamási est jumelée avec :
- Suchy Las (Pologne)
- Wurzen (Allemagne)
- Stollberg/Erzgeb. (Allemagne)
- Montigny-en-Gohelle (France)